# Centropyge nigriocellus
Centropyge nigriocellus е вид бодлоперка от семейство Pomacanthidae. Видът не е застрашен от изчезване.

## Разпространение и местообитание
Разпространен е в Американска Самоа, Гуам, Кирибати (Феникс), Малки далечни острови на САЩ (Атол Джонстън, Лайн, Остров Бейкър и Хауленд), Маршалови острови, Микронезия, Науру, Нова Каледония, Острови Кук, Папуа Нова Гвинея, Самоа, Северни Мариански острови, Токелау и Тувалу.
Обитава морета, лагуни и рифове. Среща се на дълбочина от 4 до 15 m, при температура на водата от 25,8 до 29,2 °C и соленост 34,5 – 35,3 ‰.

## Описание
На дължина достигат до 6 cm.
Популацията на вида е стабилна.